# Enicospilus birotellus
Enicospilus birotellus är en stekelart som beskrevs av Townes, Townes och Gupta 1961. Enicospilus birotellus ingår i släktet Enicospilus och familjen brokparasitsteklar. Inga underarter finns listade i Catalogue of Life.